# Котюржинці (Заслучненська сільська громада)
Котю́ржинці — село в Україні, у Заслучненській сільській громаді Хмельницького району Хмельницької області. Розташоване на лівому березі річки Бужок, лівої притоки Південного Бугу. Населення становить 383 особи.

## Історія
Станом на 1886 рік в колишньому власницькому селі Красилівської волості Старокостянтинівського повіту Волинської губернії, мешкало 810 осіб, налічувалось 119 дворових господарств, існували православна церква, постоялий будинок, водяний і вітряний млин.
За переписом 1897 року кількість мешканців зросла до 569 осіб (276 чоловічої статі та 293 — жіночої), з яких 381 — православної віри, 188 — римо-католицької.
Колишній орган місцевого самоуправління — Котюржинецька сільська рада.

## Галерея

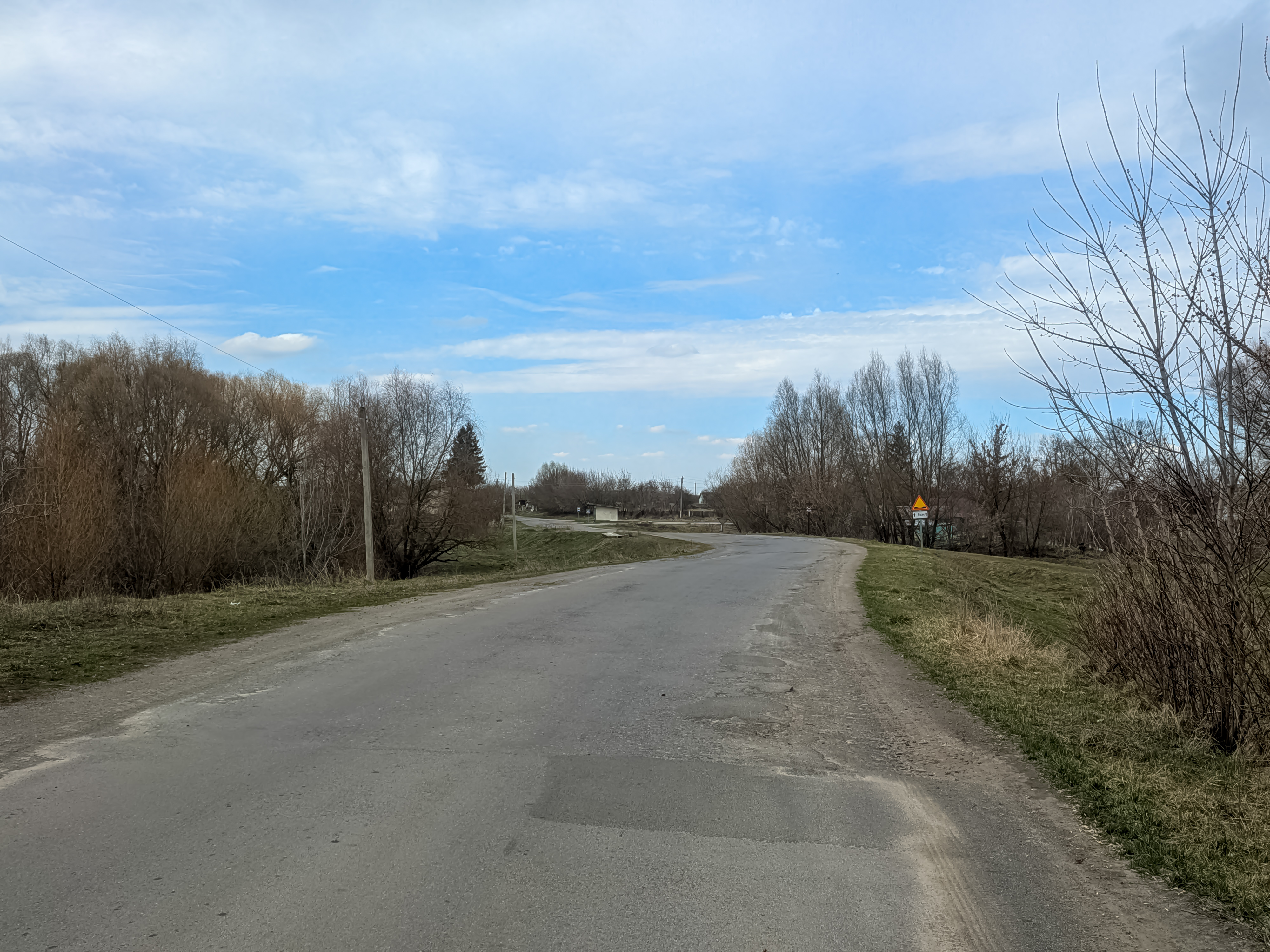
Автошлях Т2302, що проходить повз село
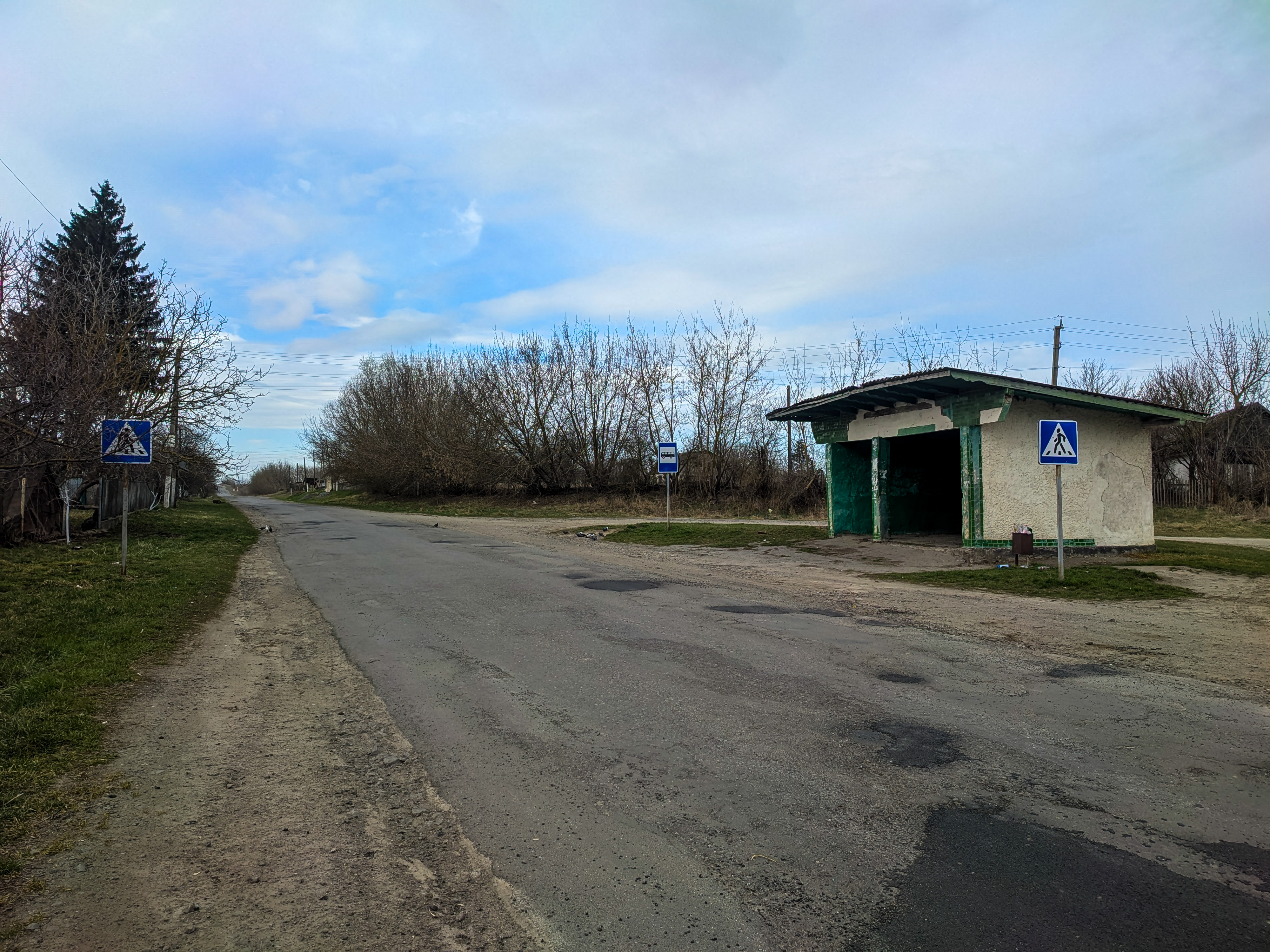
Автобусна зупинка
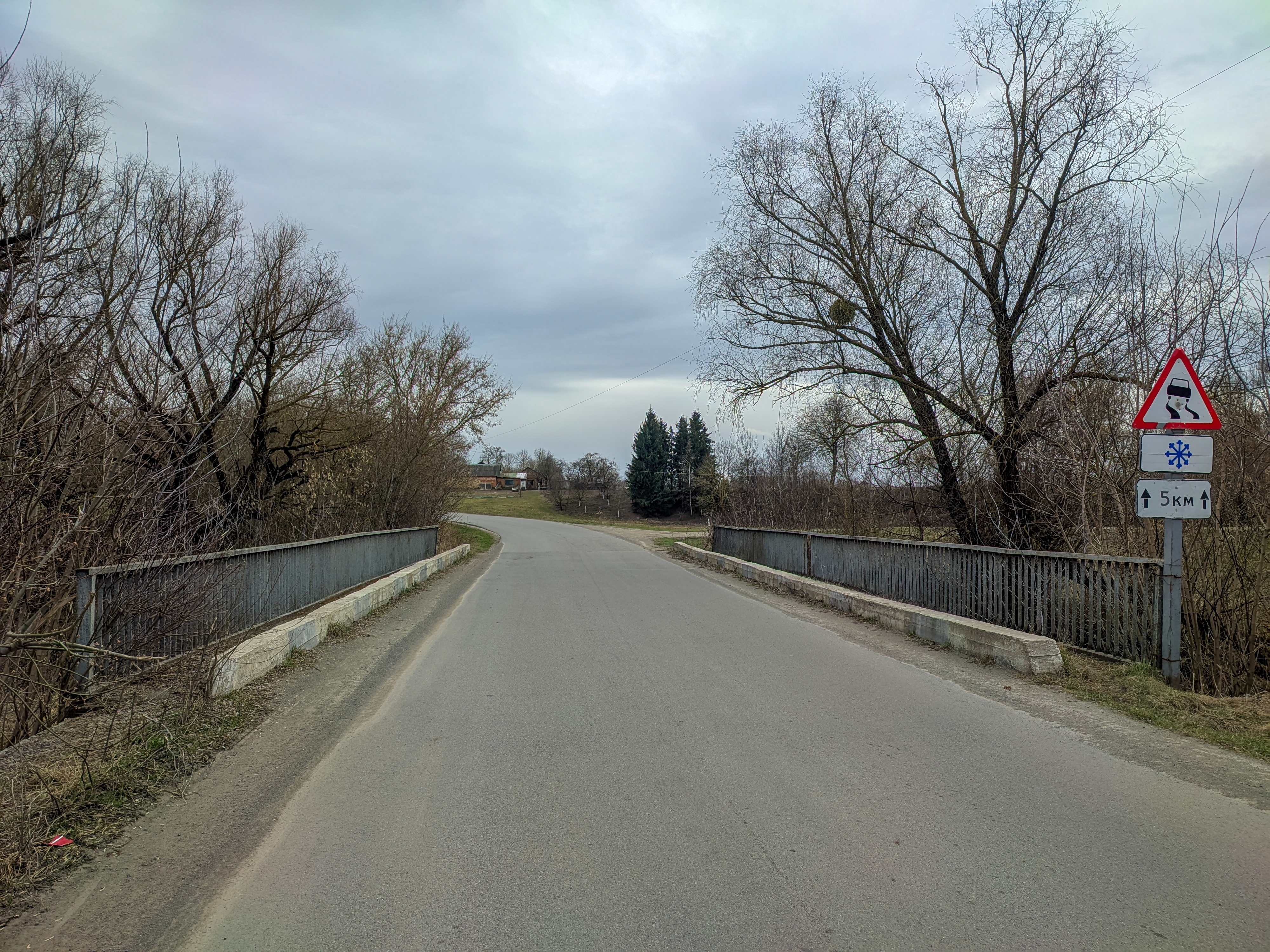
Міст через річку Бужок
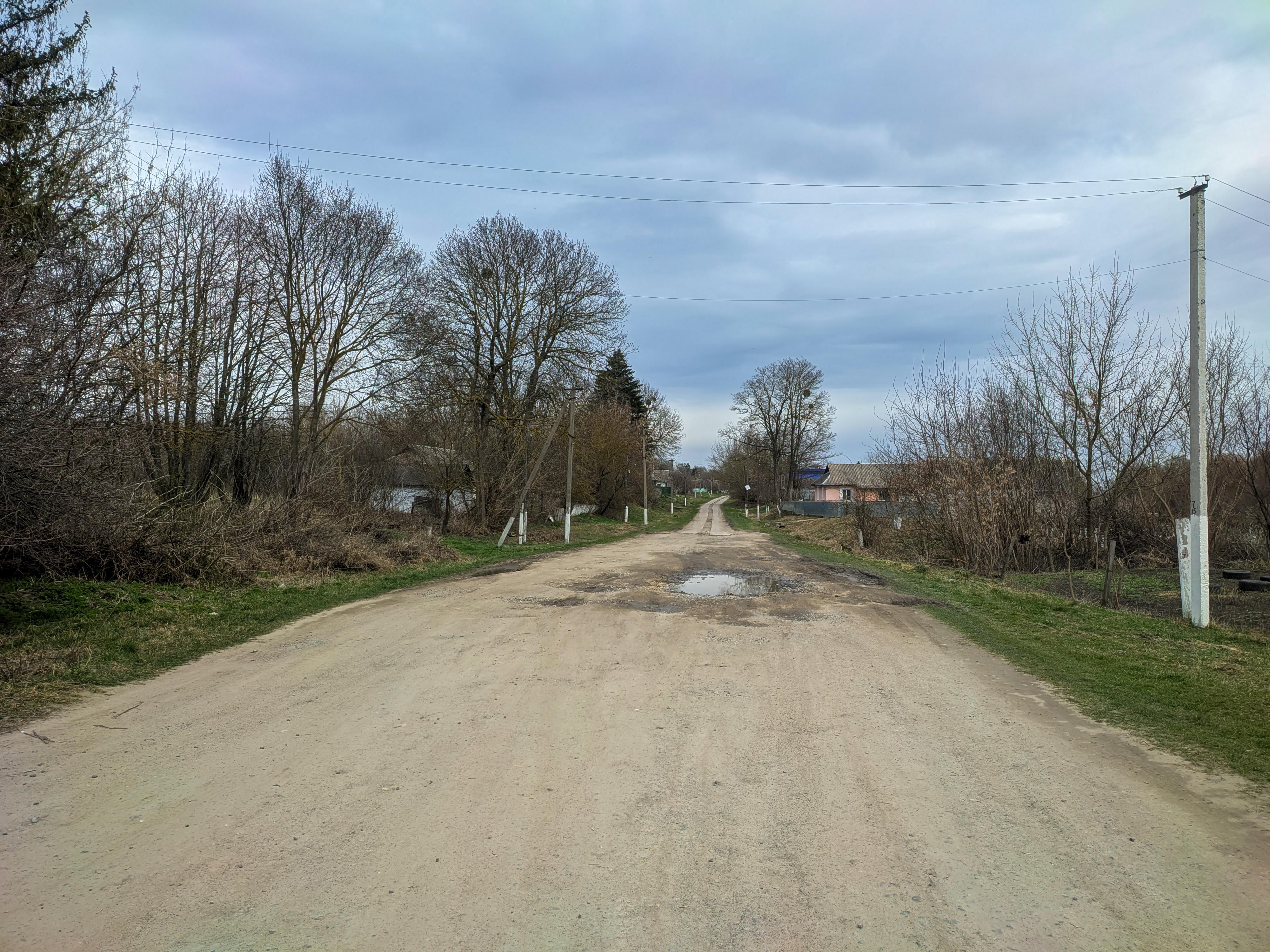
Вулиця Центральна
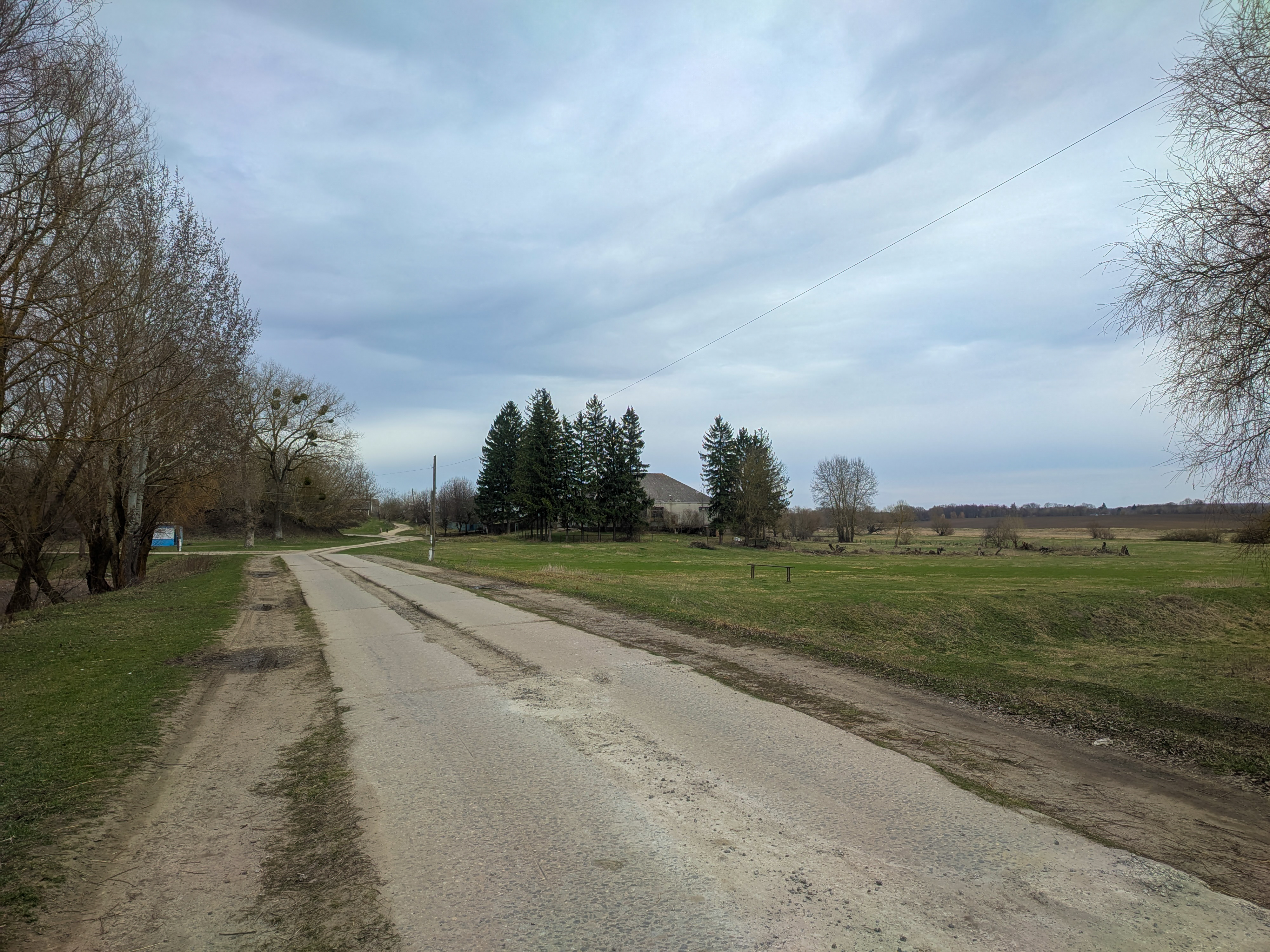
Вулиця Центральна
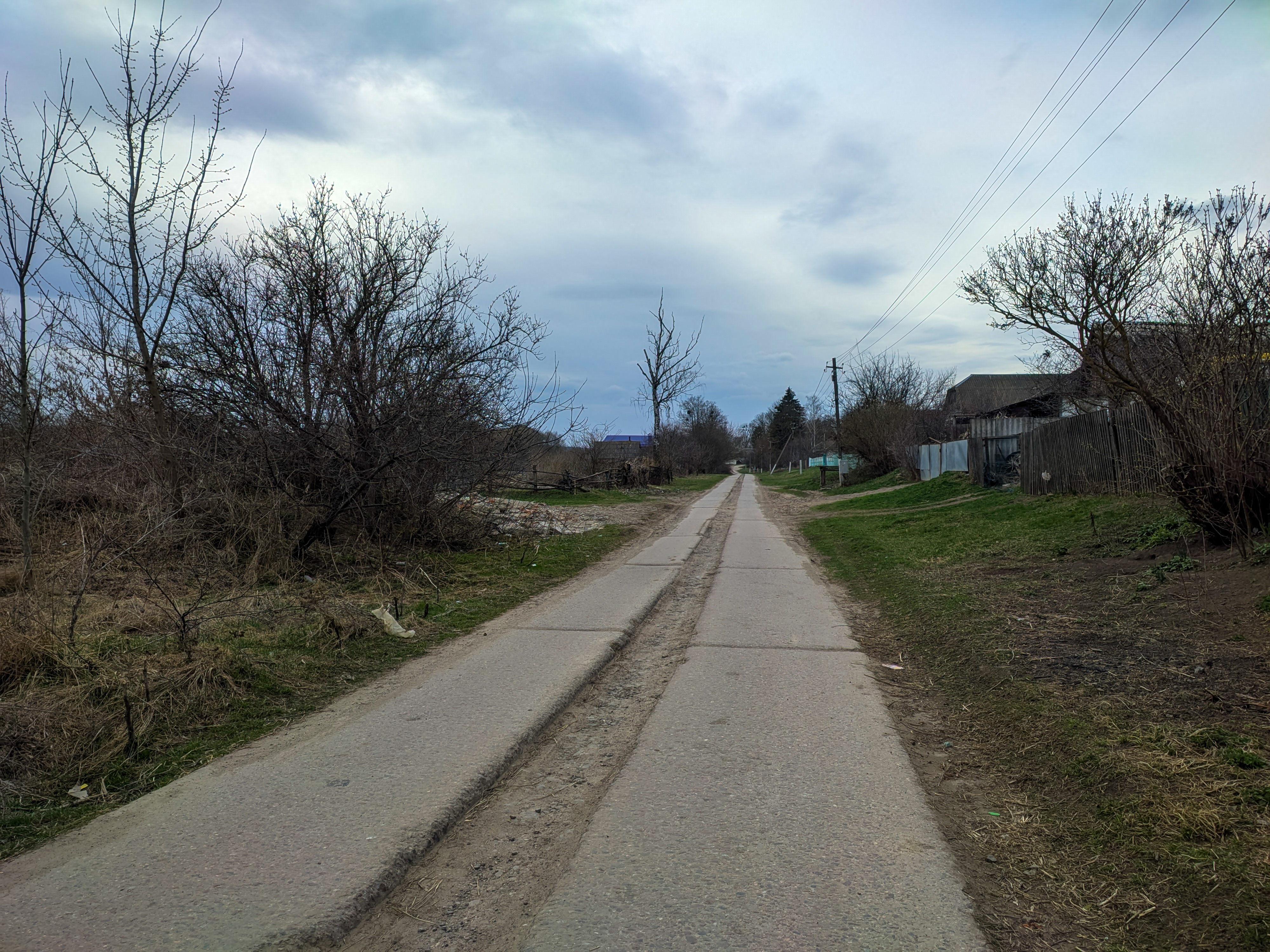
Вулиця Центральна
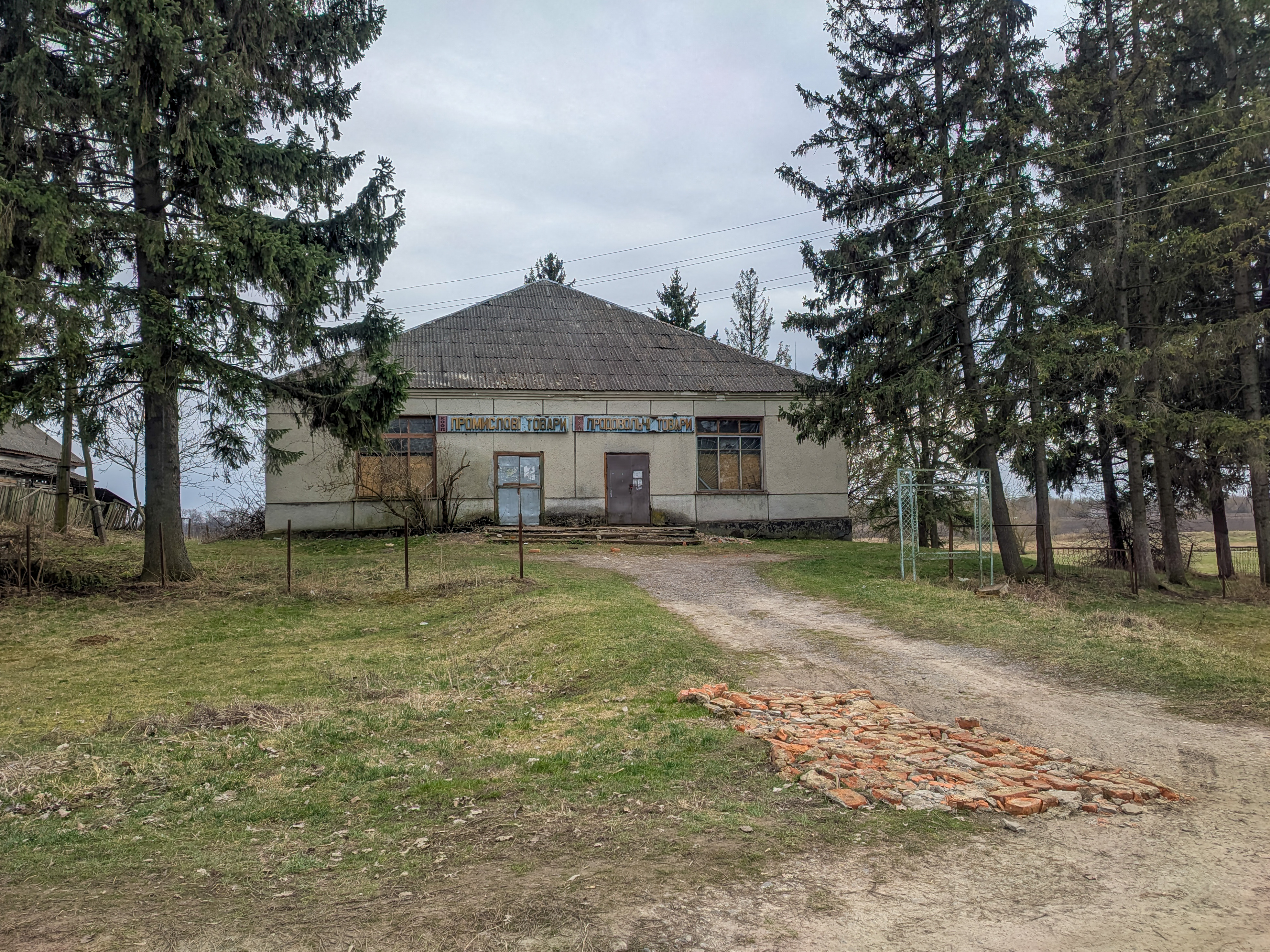
Закритий магазин
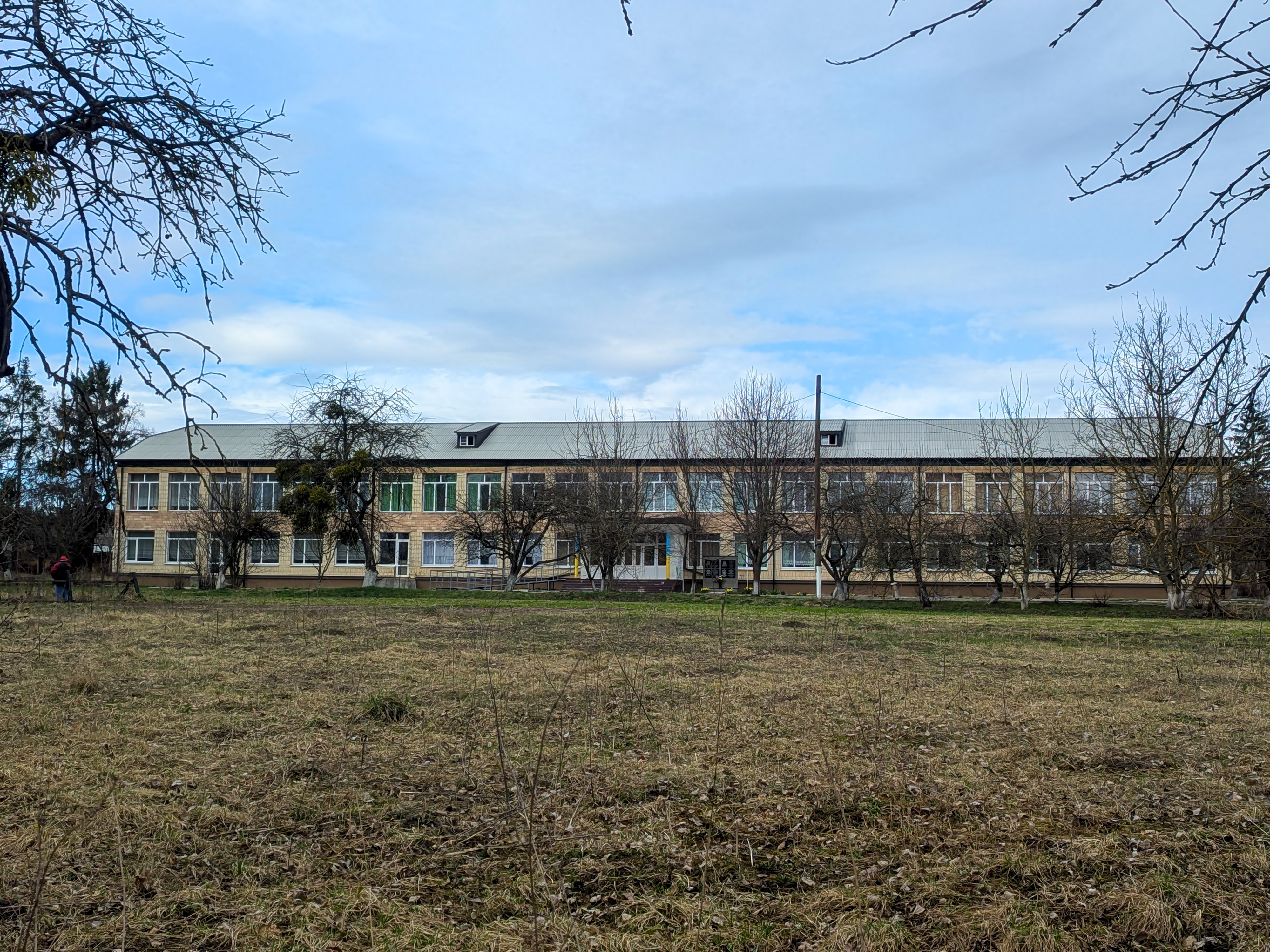
Школа
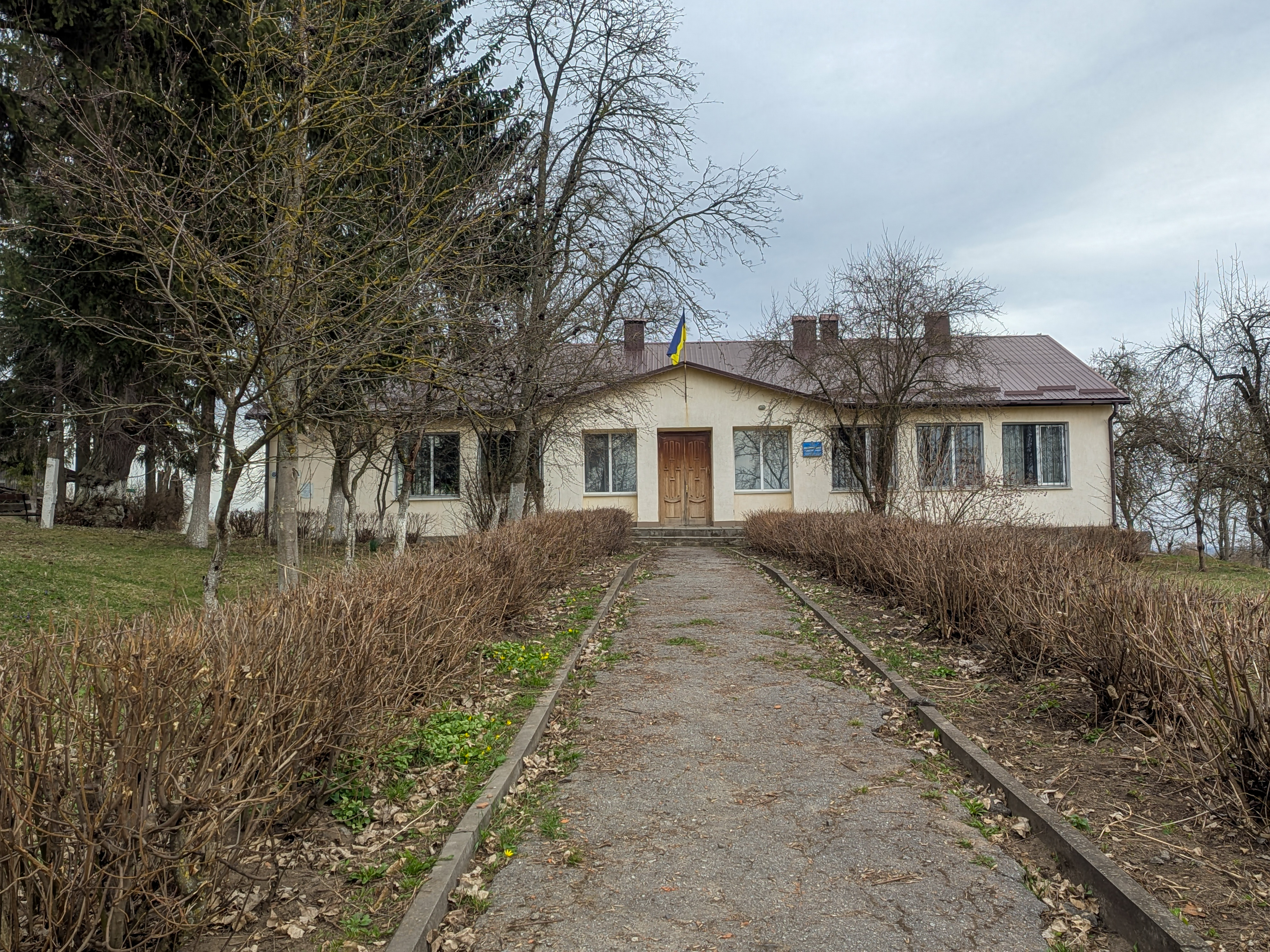
Приміщення колишньої сільради, нині - старостат
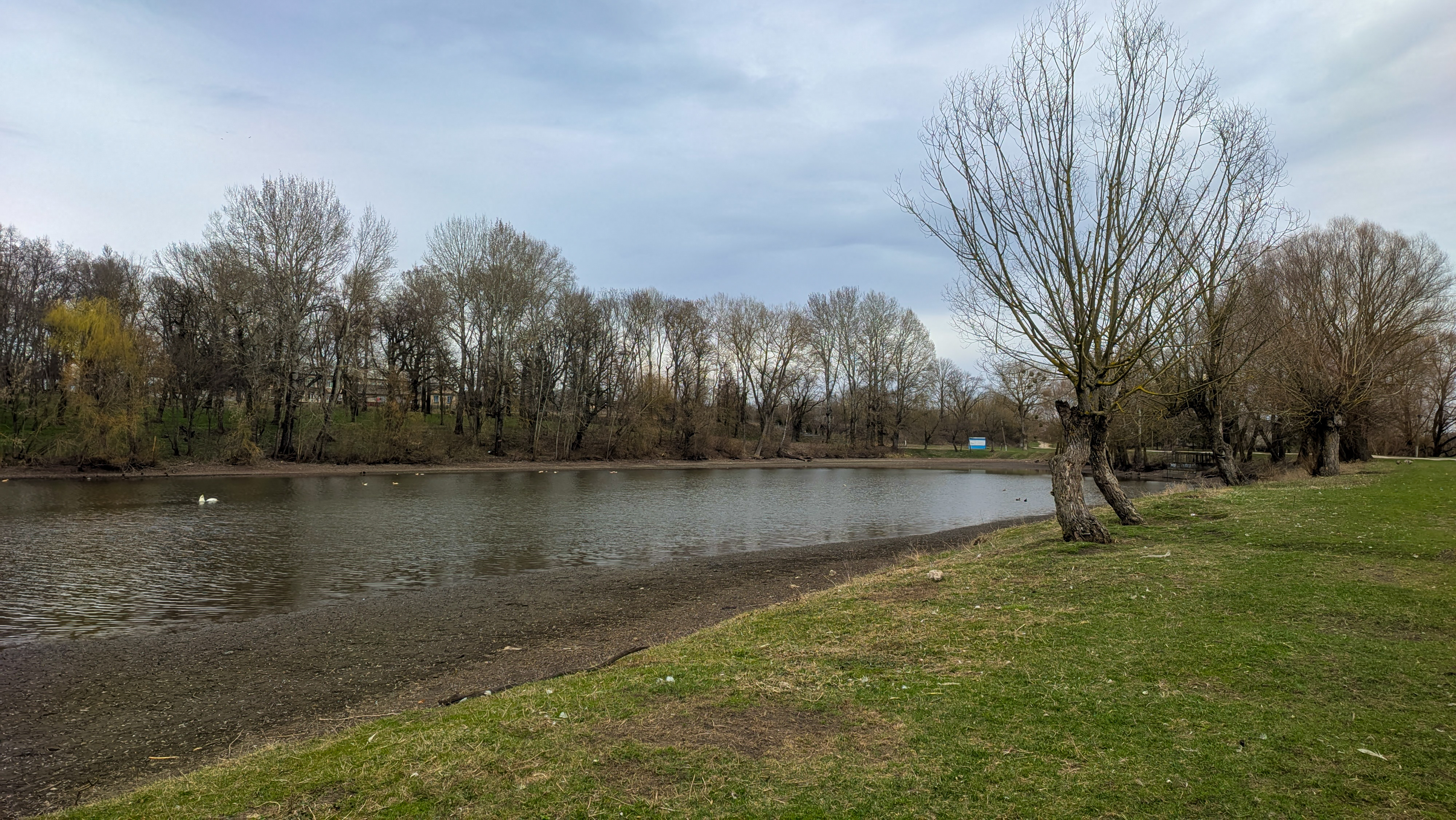
Ставок в центрі села
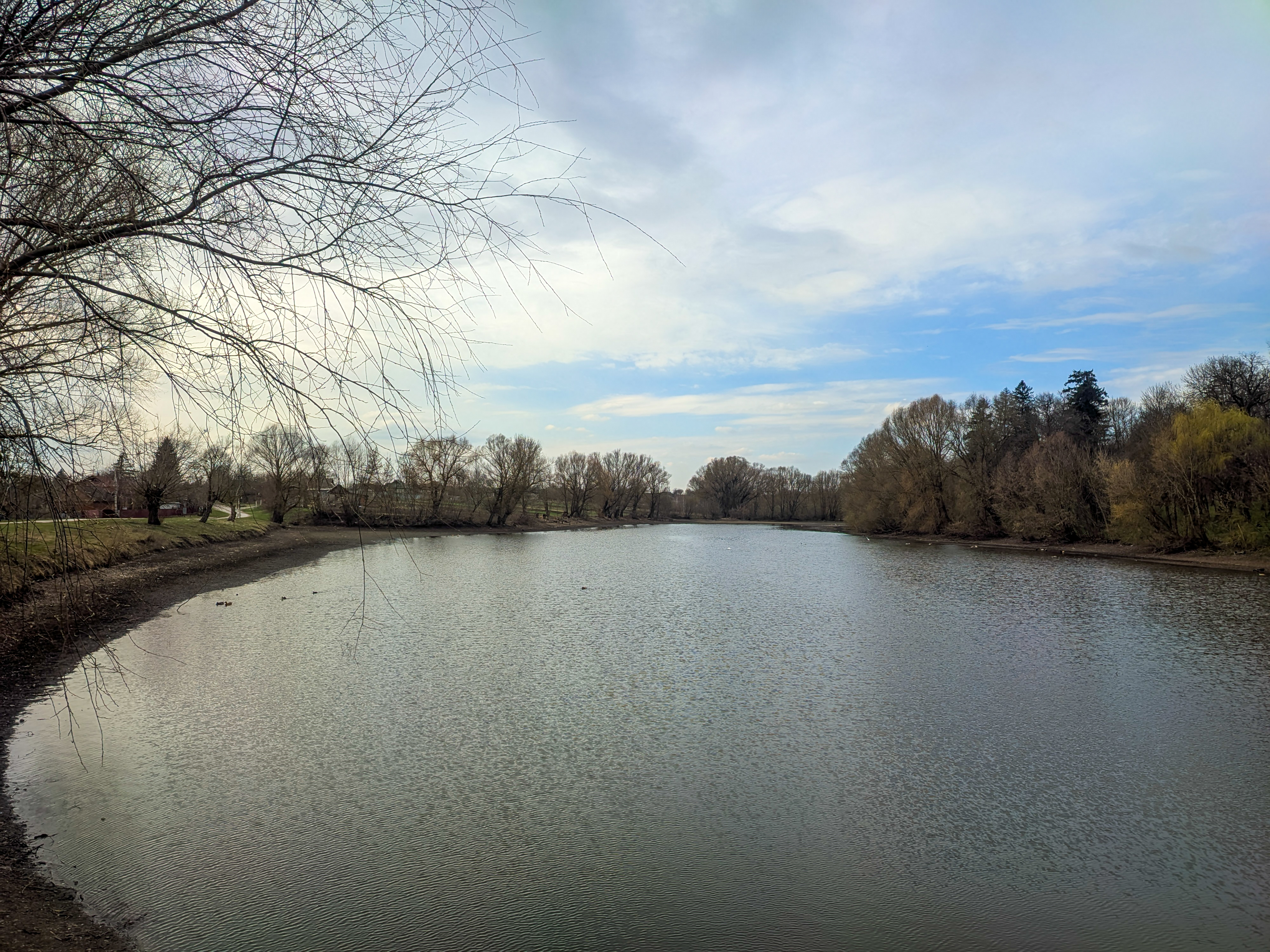
Сільський ставок
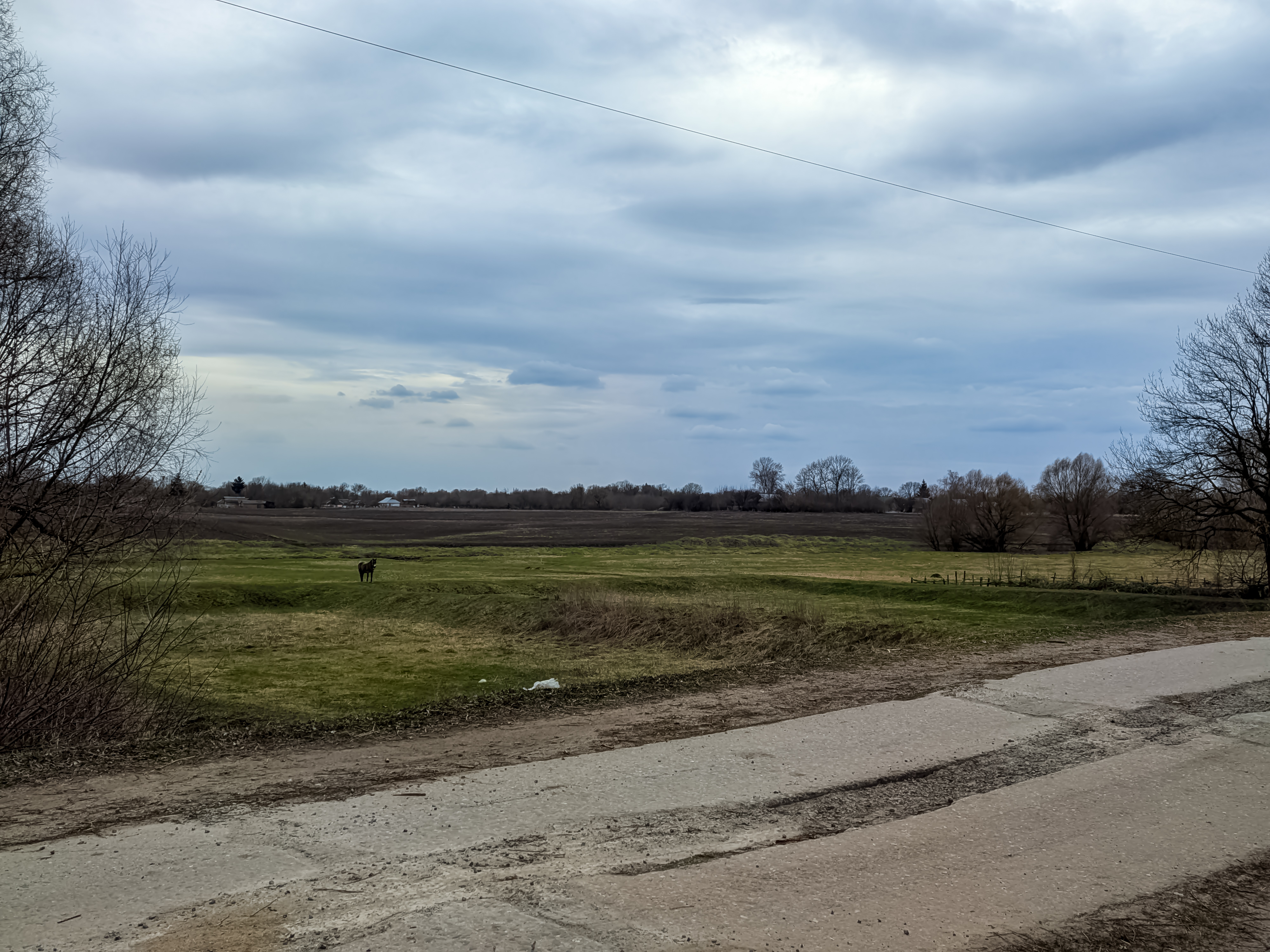
Весняний пейзаж у селі
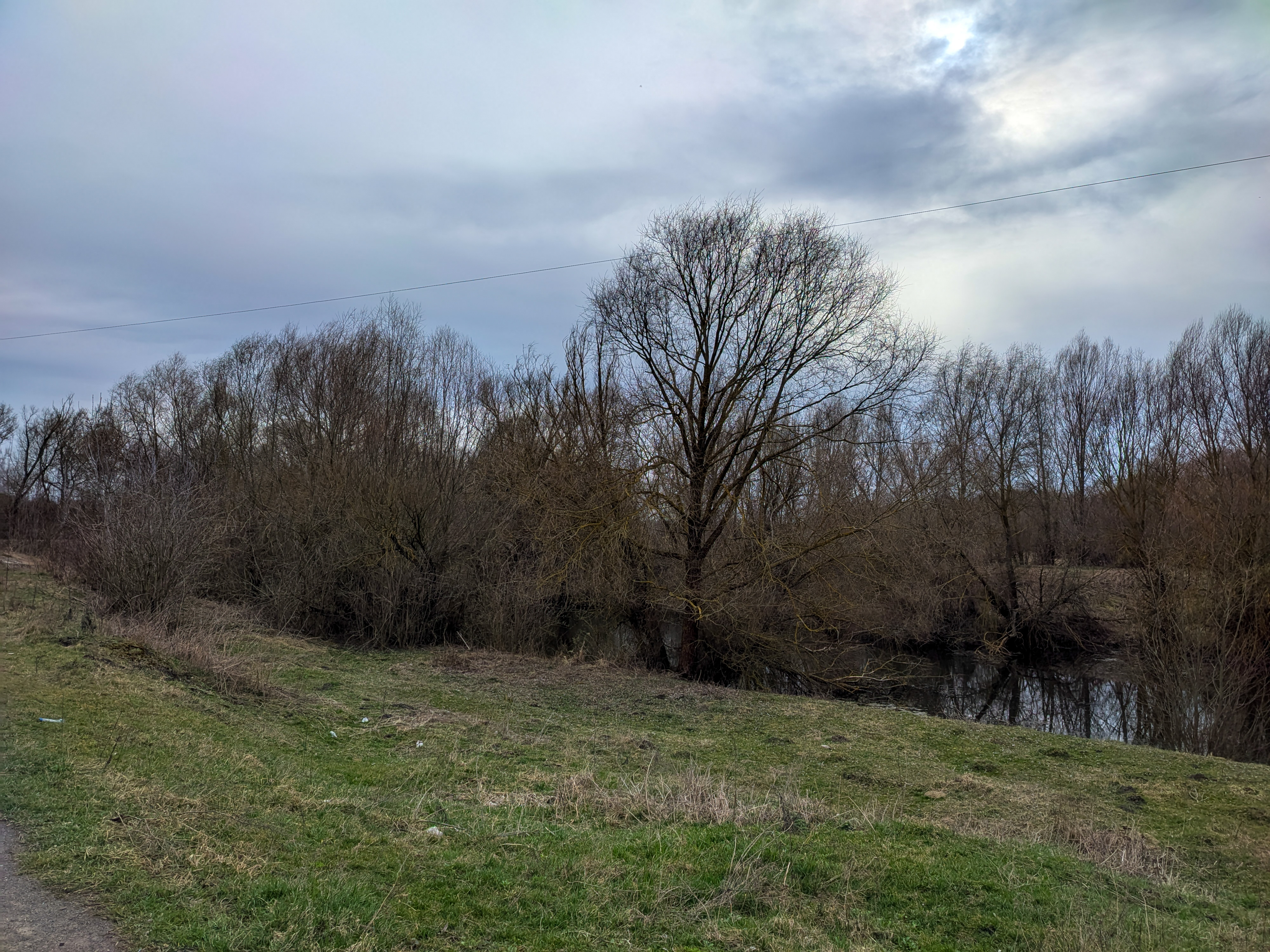
Річка Бужок поблизу села
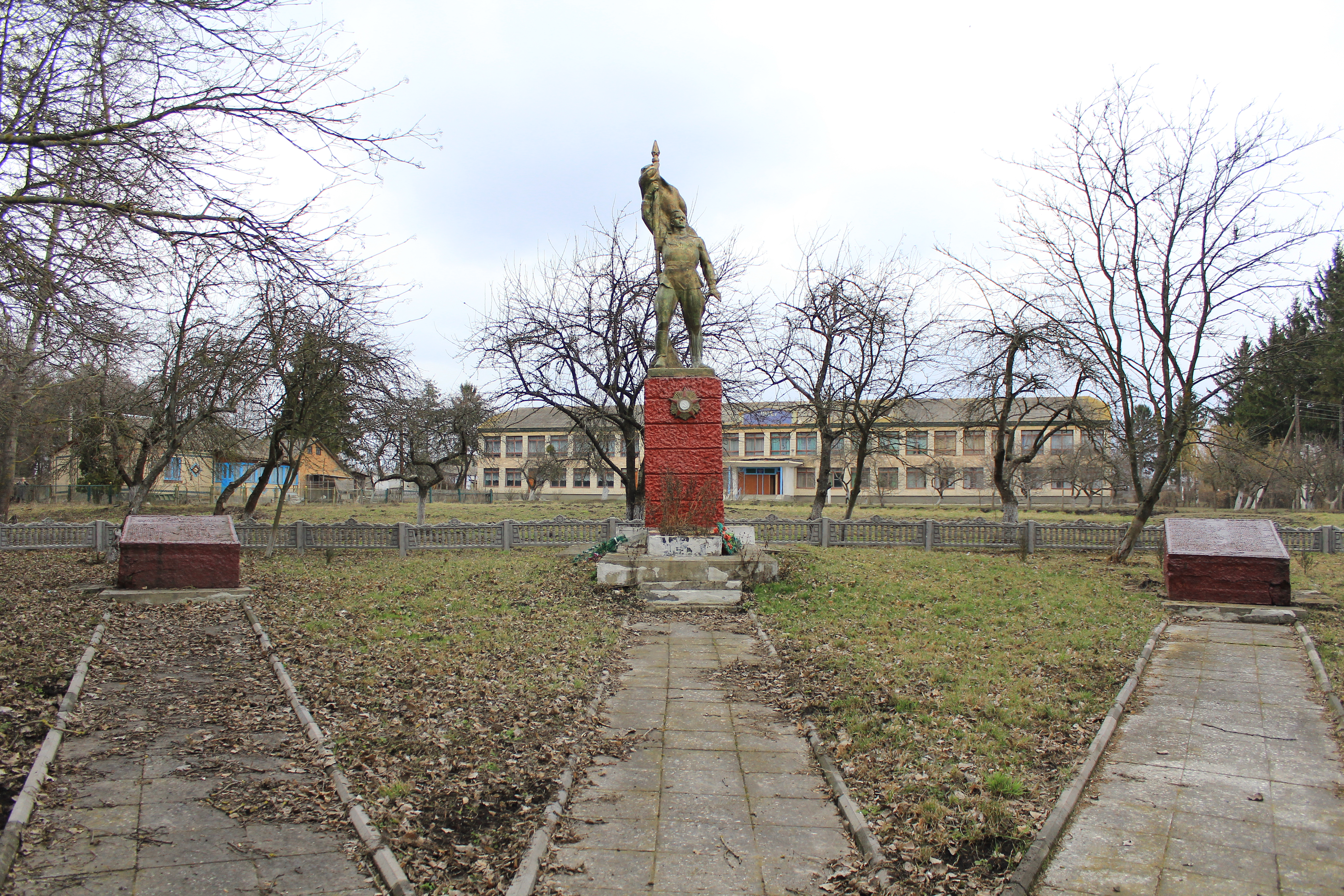
Меморіал воїнам-односельчанам (2016 рік)